# 아지카
아지카(조지아어: აჯიკა, 압하스어: аџьыка)는 조지아·압하지야의 매운 양념이다.

## 사진 갤러리

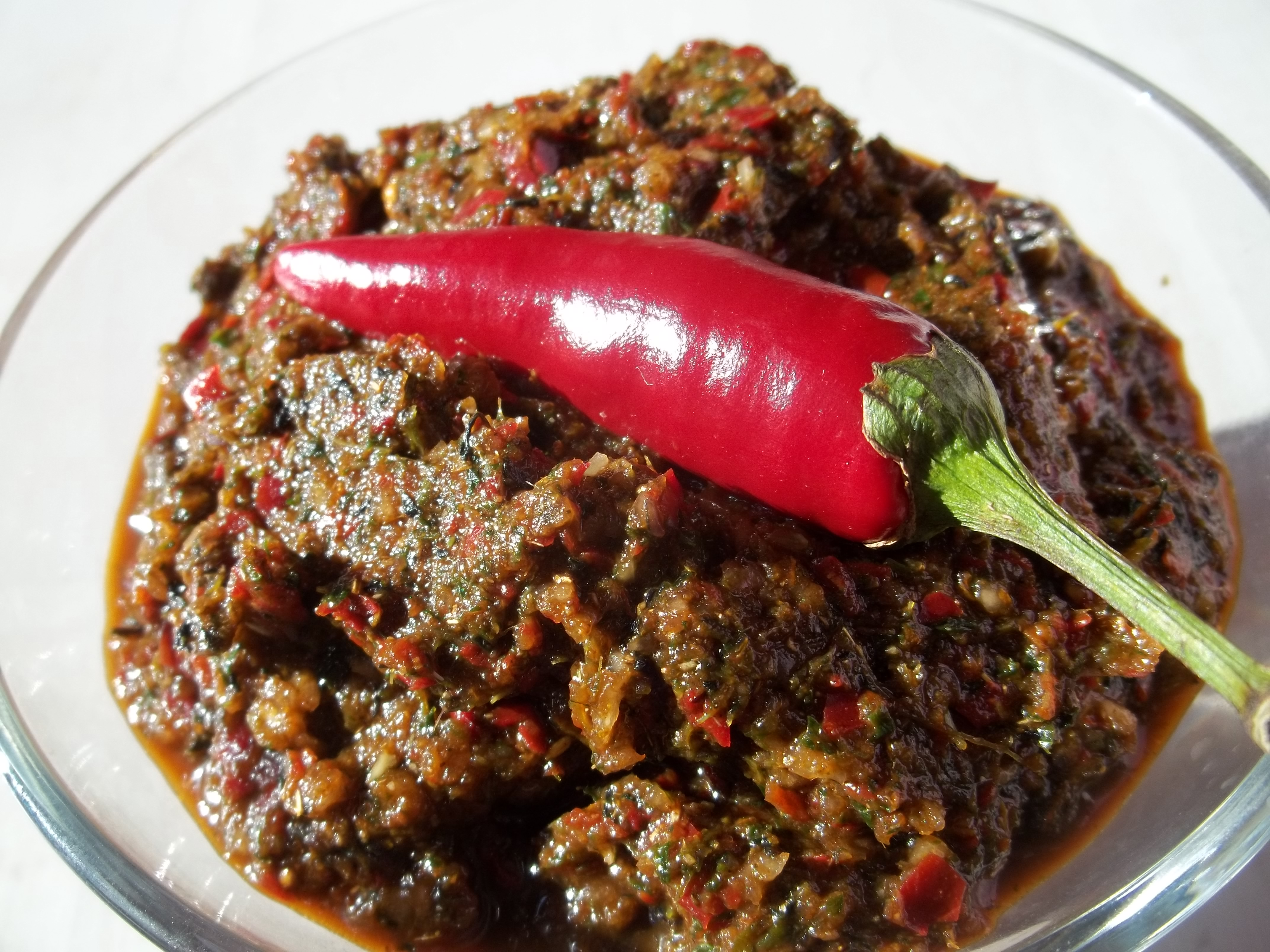
사메그렐로 아지카
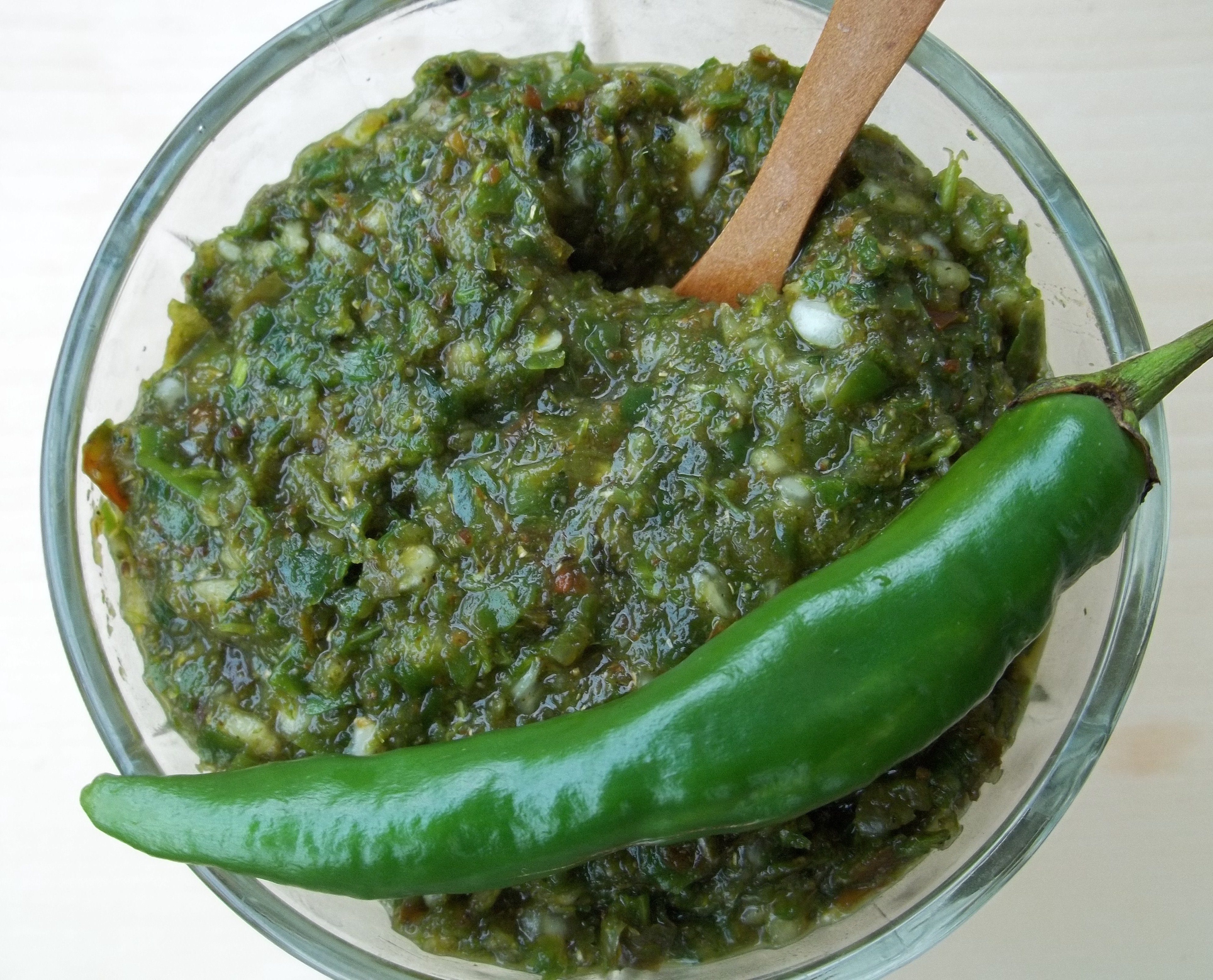
풋고추 아지카

## 같이 보기
- 고추장
- 사하위끄
- 하리사